# Смиљанићи
Смиљанићи, пореклом Бујуклићи, воде порекло од китошког војводе протојереја Николе Смиљанића.

### Порекло
Смиљанићи воде порекло од Глигорија Бујуклића из Бадовинаца и Смиљане Бујуклић, рођ. Станковић родом из Белотића у шабачкој нахији. Код Бадовинаца налази се Бујуклић Ада.
Глигорије и Смиљана Бујуклић имали су седморо деце. Пошто је Смиљана Бујуклић остала удовица вратила се са децом из Бадовинаца у кућу свог оца у Белотић, а њена деца су по њој прозвана Смиљанићи.
Стрица протојереја Николе Смиљанића Турци су затворили у у Шапцу због убиства Турчина, које није починио.

### Војвода протојереј Никола Смиљанић
Никола Смиљанић је рођен у селу Бадовинци око 1760. (или 1777), а одрастао је у Белотићу и Шапцу. Николу Смиљанића усвојила је Јека Радојичина, удовица, која се бавила трговачким пословима у ШабацШапцу. Она је школовала и оженила Николу Смиљанића, након чега је био рукоположен за ђакона и касније јереја. Као ђакон Никола Смиљанић био је једно време учитрељ у Белотићу.
Протојереј Никола Смиљанић био је ожењен Митром, кћерком кнеза Михаила Ружичића из Метковића у поцерској кнежини шабачке нахије, чији писар једно време је био Милош Стојићевић, родоначелник Стојићевића.
Војвода китогкитшки Никола Смиљанић учествовао је и у Првом и у Другом устанку
Војводу Николу Смиљанића отровао је Марко Штитарац по налогу кнез Милоша.
Протојереј Никола Смиљанић имао је кћерку која се удала за Јована Радовановића трговца у Шапцу званог „Ћурчија“.

### Радовановићи
Кћерка китошког војводе протојереја Николе Смиљанића и Митре Смиљанић, кћерке кнеза Михаила из Метковића, била је удата за Јована Радовановића, шабачког трговца.
Јован Радовановић, родом из Босута у Срему је учествовао у Другом српском устанку. Био је међу живим учесницима устанка које је 1865. на педесетогодишњицу Другог српског устанка на прослави у Топчидеру добио споменицу.
Јован Радовановић имао је пет синова Павла, Љубомира, Константина - Косту, Ђорђа и Светозара.
- Павле Радовановић, адвокат. Његова жена била је од Ненадовића[3].
- Љубомир Радовановић, адвокат.
- Константин Радовановић, трговац.
- Ђорђе Радовановић, трговац.
- Светозар Радовановић, инжењер.

### Убиство кнеза Михаила
Браћа Радовановићи организовали су и извршили ножевима и пиштољима убиство кнеза Михаила Обреновића у Топчидеру 29. маја 1868, када су убили и Анку Константиновић ранили Катарину Константиновић, Томанију Обреновић и поручника Светозара Гарашанина, кнежевог ађутанта.
Браћа Радовановићи нису успели, захваљујући брзој реакцији Томаније Обреновић, потом Илије Гарашанина и после њега Миливоја Блазнавца, у совјој намери да изврше, после атентанта и државни удар.
Радовановићи су осуђени на смрт.
Само је најмлађи брат инж. Светозар Радовановић, који није учествовао у атентату остао жив и емигрирао је у иностранство.
Родитељи Јован Радовановић и његова жена, кћерка китошког војводе Николе Смиљанића 1868. прешли су у Срем, а потом у Нови Сад.